# Аббинг, Лойс
Лойс Аббинг (нидерл. Lois Abbingh, родилась 13 августа 1992 года) — нидерландская гандболистка, выступающая на позиции полусредней за норвежский клуб «Вайперс» и за женскую сборную Нидерландов; чемпионка мира 2019 года.

## Игровая карьера

### Клубная
Лоис Аббинг пришла в «Ростов-Дон» перед началом сезона 2018/2019. В составе клуба она стала чемпионкой России, обладателем Кубка и Суперкубка страны, серебряным призёром Лиги чемпионов.

### В сборной
Дебютировала в составе национальной сборной в 2010-м, на чемпионате мира-2017 была признала лучшей левой полусредней турнира. Лоис выиграла золотую медаль чемпионата мира-2019 в составе сборной Нидерландов.

## Достижения
Клубные
- Обладатель Кубка Германии: 2012,
- Обладатель Кубка Румынии: 2015,
- Серебряный призёр чемпионата Румынии: 2015,
- Чемпион России: 2019,
- Обладатель Кубка России: 2019,
- Серебряный призёр Лиги Чемпионов: 2019.

Достижения в составе сборной:
- Победительница чемпионата мира: 2019,
- Серебряный призёр чемпионата мира: 2015,
- Бронзовый призёр чемпионата мира: 2017,
- Четвёртое место на Олимпийских играх: 2016.

Личные достижения:
- Лучший бомбардир чемпионата Нидерландов: 2010,
- Лучший бомбардир молодёжного чемпионата Европы: 2011,
- Лучшая левая полусредняя чемпионата мира: 2017